# 越前加賀海岸国定公園
越前加賀海岸国定公園（えちぜんかがかいがんこくていこうえん）は、石川県加賀市から福井県敦賀市に至る、日本海及び若狭湾に面する海岸線を中心に指定された国定公園である。
1968年（昭和43年）5月1日に指定（官報での告示日）。面積20,596 ha（陸地9,794 ha、海域10,802 ha）。内陸1 km前後にあるラムサール条約指定湿地の片野鴨池および中池見湿地を含む。

## 自然環境
| 県名   | 市町村名 | 住所       | 名称                 | 種類   | 主な観光地など                                                                                               | 写真                 |
| ------ | -------- | ---------- | -------------------- | ------ | --- | -------------------- |
| 石川県 | 加賀市   |            | 柴山潟               | 潟湖   | 加賀三湖・片山津温泉・篠原古戦場など                                                                         | 柴山潟               |
| 石川県 | 加賀市   | 美岬町     | 尼御前岬             | 岬     | 尼御前サービスエリア                                                                                         | 尼御前岬             |
| 石川県 | 加賀市   | 橋立町     | 加佐ノ岬             | 岬     | 加佐岬灯台 加賀橋立（重要伝統的建造物群保存地区）、（日本遺産「北前船寄港地・船主集落『橋立湊』」）          | 加佐ノ岬と加佐岬灯台 |
| 石川県 | 加賀市   | 片野町     | 片野鴨池             | ため池 | （ラムサール条約指定湿地）、（ため池百選） 片野海岸                                                          | 片野鴨池             |
| 石川県 | 加賀市   | 塩屋町     | 鹿島の森             | 陸繋島 | （国の天然記念物） 塩屋海岸                                                                                  | 鹿島の森             |
| 福井県 | あわら市 |            | 北潟湖               | 潟湖   | （日本の重要湿地500） 吉崎御坊（国の史跡）・あわら北潟温泉・道の駅蓮如の里あわら                             | 北潟湖アイスブリッジ |
| 福井県 | 坂井市   | 梶         | 越前松島             | 岩礁   | 越前松島水族館・三国温泉                                                                                     |                      |
| 福井県 | 坂井市   | 安島       | 雄島                 | 島     | 大湊神社・雄島灯台・荒磯遊歩道・三国温泉                                                                     | 雄島へ渡る雄島橋     |
| 福井県 | 坂井市   | 安島       | 東尋坊               | 崖     | 国の天然記念物および名勝 日本の地質百選 荒磯遊歩道、東尋坊タワー                                             | 遊覧船から           |
| 福井県 | 坂井市   | 宿、米ヶ脇 | 三国湊               | 砂浜   | 三国港突堤（国の重要文化財） 日本遺産「北前船寄港地・船主集落「三国湊」） 三国花火大会・三国温泉・東尋坊温泉 | 三国サンセットビーチ |
| 福井県 | 福井市   | 松蔭町     | 亀島                 | 島     | 鷹巣温泉.弁慶の洗濯岩                                                                                        | 亀島                 |
| 福井県 | 福井市   | 松陰町     | 鉾島                 | 島     | 軍艦岩・神の足跡                                                                                             | 鉾島                 |
| 福井県 | 福井市   | 二ッ屋町   | 武周ヶ池             | ダム湖 | 武周湖ダム                                                                                                   | 武周湖               |
| 福井県 | 越前町   |            | 呼鳥門               | 海蝕洞 | 梨子ヶ平(棚田百選)・潮吹岩・鳥糞岩                                                                           | 呼鳥門               |
| 福井県 | 越前町   |            | 越前海岸（越前町）   | 岬     | 越前岬越前岬灯台・玉川観音 ・道の駅越前 玉川温泉・越前温泉                                                   | 越前岬               |
| 福井県 | 越前町   |            | 越知山               | 山     | 越前五山・糸生温泉大谷寺                                                                                     |                      |
| 福井県 | 南越前町 |            | 越前海岸（南越前町） |        | 日本遺産「北前船寄港地・船主集落「河野湊」） 越前・河野しおかぜライン・河野シーサイド温泉 道の駅河野         |                      |
| 福井県 | 敦賀市   | 中池見     | 中池見湿地           | 湿原   | （ラムサール条約指定湿地）                                                                                   | 中池見湿地           |
| 福井県 | 敦賀市   |            | 杉津                 |        | （日本遺産「海を越えた鉄道～世界へつながる 鉄路のキセキ～」（旧北陸線の鉄道遺産） 杉津パーキングエリア       |                      |